# Vogorno
Vogorno (in dialetto ticinese Vogurn) è una frazione di 272 abitanti del comune svizzero di Verzasca, nel Canton Ticino, nel distretto di Locarno.
Già comune autonomo dal 2020 insieme a Brione Verzasca, Corippo, Frasco, Sonogno e i territori di Lavertezzo Valle (Lavertezzo) e Gerra Valle (Cugnasco-Gerra) forma il comune di Verzasca.

## Geografia fisica
Il vasto territorio comunale si estendeva sul versante sinistro della valle, sopra il lago artificiale di Vogorno, e comprendeva diverse frazioni come pure fino al 1822 la località di Corippo situata sul versante destro che venne poi scorporata per diventare comune autonomo..

## Storia

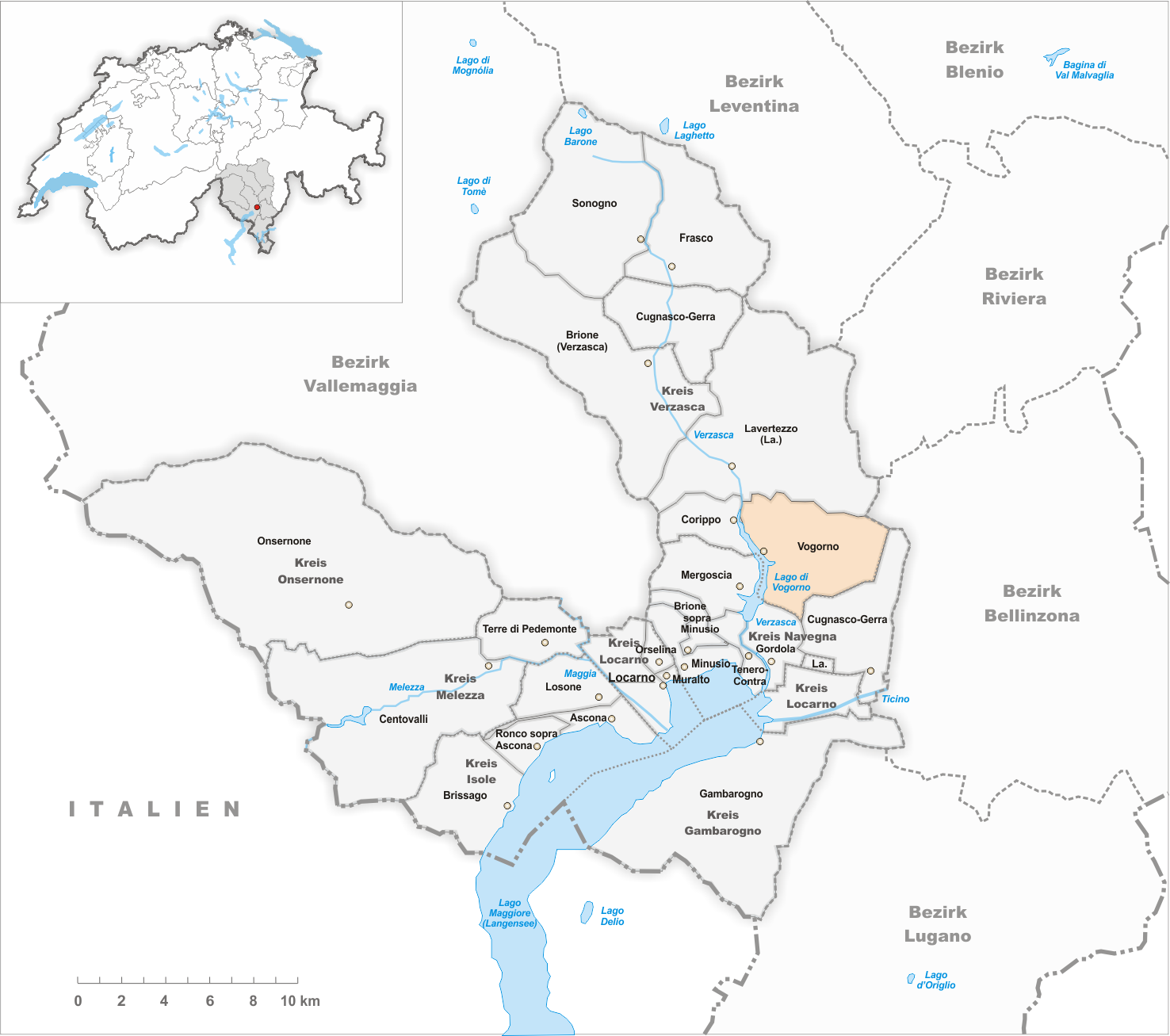
Mappa dell'ex comune di Vogorno

La prima menzione del comune risale al 1234 con il nome Vegorno.
Sul territorio sono stati rinvenuti 24 massi cuppellari di datazione incerta. Dal Medioevo vicinia della comunità (vicinanza) della Verzasca, Vogorno condivise le sorti della valle e dal 1235 è attestato come comune autonomo. 
Località dedita soprattutto alla pastorizia e all'agricoltura – i suoi abitanti praticarono fin dal XIV secolo la transumanza, svernando sul piano di Magadino – fu caratterizzata anche dall'emigrazione stagionale (fin dal XVI secolo), poi definitiva (dal 1850 specialmente oltreoceano). 
Tra il 1961 e il 1965 a Vogorno è stata costruita una diga tra le più alte della Svizzera, il cui bacino di accumulazione ha sommerso diverse abitazioni e molti terreni agricoli, cambiando in parte la morfologia del territorio.

## Monumenti e luoghi d'interesse

### Architetture religiose
- Chiesa di San Bartolomeo, del 1235[1], insieme al nucleo di case che la circonda è iscritta tra beni culturali di importanza nazionale della Svizzera (ISOS);[3]
- Chiesa di Sant'Antonio abate, del 1626[1];
- Oratorio della Coletta, situato nei boschi sopra Vogorno risale al XVII secolo; ospita una Pietà affrescata del 1651;[4]
- Oratorio della Madonna di Lourdes, in località Berzona;[5]
- Oratorio di Rienza[senza fonte];
- Numerose cappelle sparse sul territorio comunale[senza fonte].

### Architetture civili

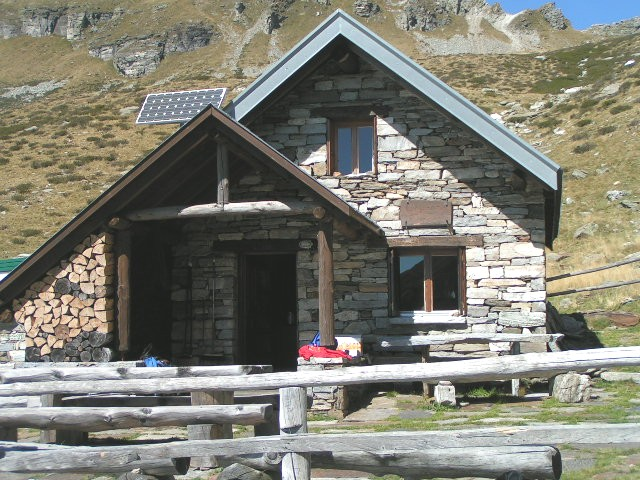
La capanna Borgna

- Capanna Borgna;
- Capanna Alpe Fümegna;
- Nucleo di Odro, con il Museo del fieno[senza fonte];
- Ponte di Cazza[senza fonte];
- Fontana Casson[senza fonte];
- Fontana di Sant'Antonio[senza fonte].

### Altro
- 24 massi cuppellari[1];
- Affreschi su edifici rurali, con temi tratti dalla Bibbia[senza fonte].

## Società

### Evoluzione demografica
L'evoluzione demografica è riportata nella seguente tabella:
Abitanti censiti

## Amministrazione
Ogni famiglia originaria del luogo faceva parte del cosiddetto comune patriziale e aveva la responsabilità della manutenzione di ogni bene ricadente all'interno dei confini del comune. Del suo patrimonio faceva parte la capanna Bardughè.